# Erdei gyöngyköles
Az erdei gyöngyköles (Aegonychon purpurea-coeruleum) a valódi kétszikűek csoportjába és a borágófélék (Boraginaceae) családjába tartozó faj. A növény xerotherm (szárazságtűrő) és mészkedvelő tölgyesek jellemző faja. Nem védett.
Mostani nemzetségének egyetlen faja.
Egyes rendszerezők a Buglossoides nemzetségbe, mások pedig a Lithospermum nemzetségbe helyeznék vissza.

## Előfordulása
Az erdei gyöngyköles Dél-Európa (Spanyolországtól Törökországig) és Közép-Európa területén honos, de a Brit-szigeteken és Oroszország délnyugati részén is előfordul. Északon hiányzik. Termőhelyein többnyire nagyobb csoportokban nő. E növényfaj előfordul a Bükk-vidéken.

## Megjelenése
Az erdei gyöngyköles 20–50 centiméter magas, gazdagon indás gyöktörzses évelő növény. Virágtalan állapotban is viszonylag könnyen felismerhető szabályos (szórt állású) levélzetéről, indáiról. A később fejlődő hosszú, meddő hajtások indaszerűen elhajlanak, csúcsukon gyakran legyökereznek. A levelek keskeny lándzsa alakúak, hegyesek, ép szélűek, 5-10 centiméter hosszúak. A párta karimája 1-1,5 centiméter széles, csöve 1,5-2 centiméter hosszú, eleinte bíborvörös, elnyílóban kék színű. Termései 4–5 milliméter hosszúak, simák, feltűnő, fénylő fehér makkocskák.

## Életmódja
Az erdei gyöngyköles napfényes, száraz lomberdők és cserjések, bokorerdők lakója. A meleg, meszes, tápanyagban és humuszban gazdag, laza talajokat kedveli.
A virágzási ideje április–június között van. A virágok vörösből kékbe való elszíneződése a sejtnedv kémhatásának változásán alapul. A fiatal virágok sejtnedve savas kémhatású, színanyaguk ezért vörös. Az idősebb virágokban a sejtnedv közömbössé vagy lúgossá válik, ekkor a színanyag kék.

## Képek

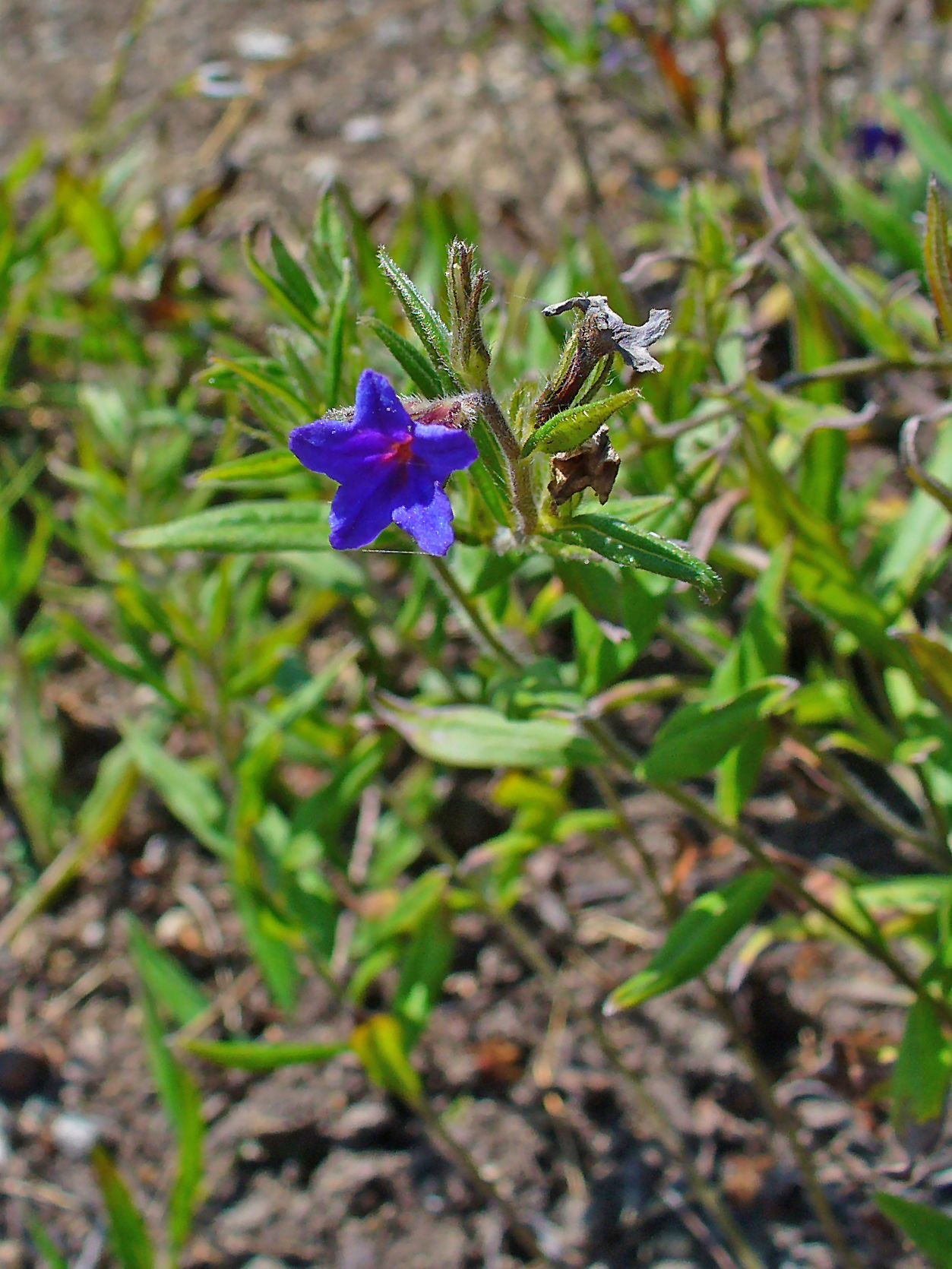
A növény
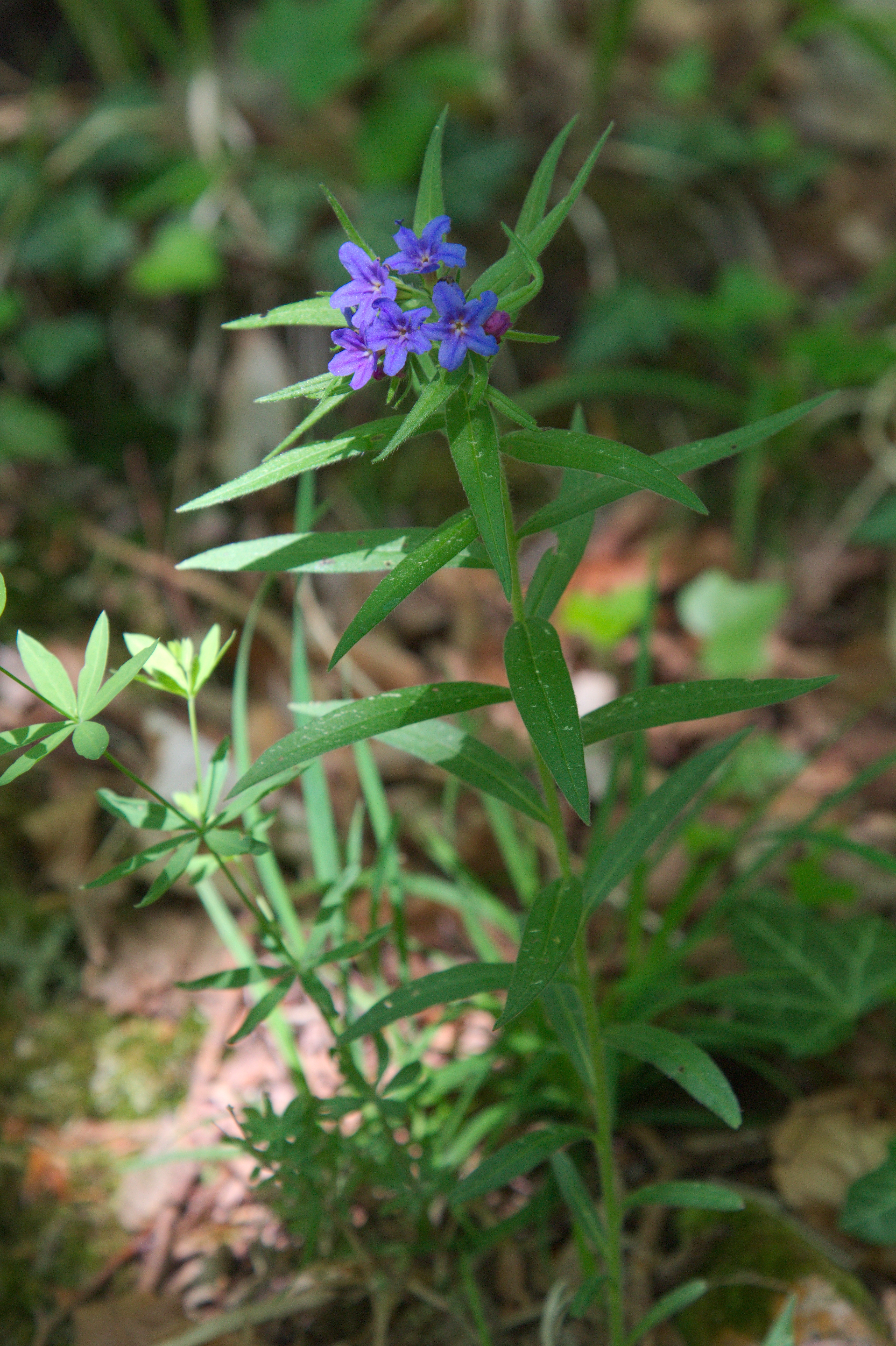
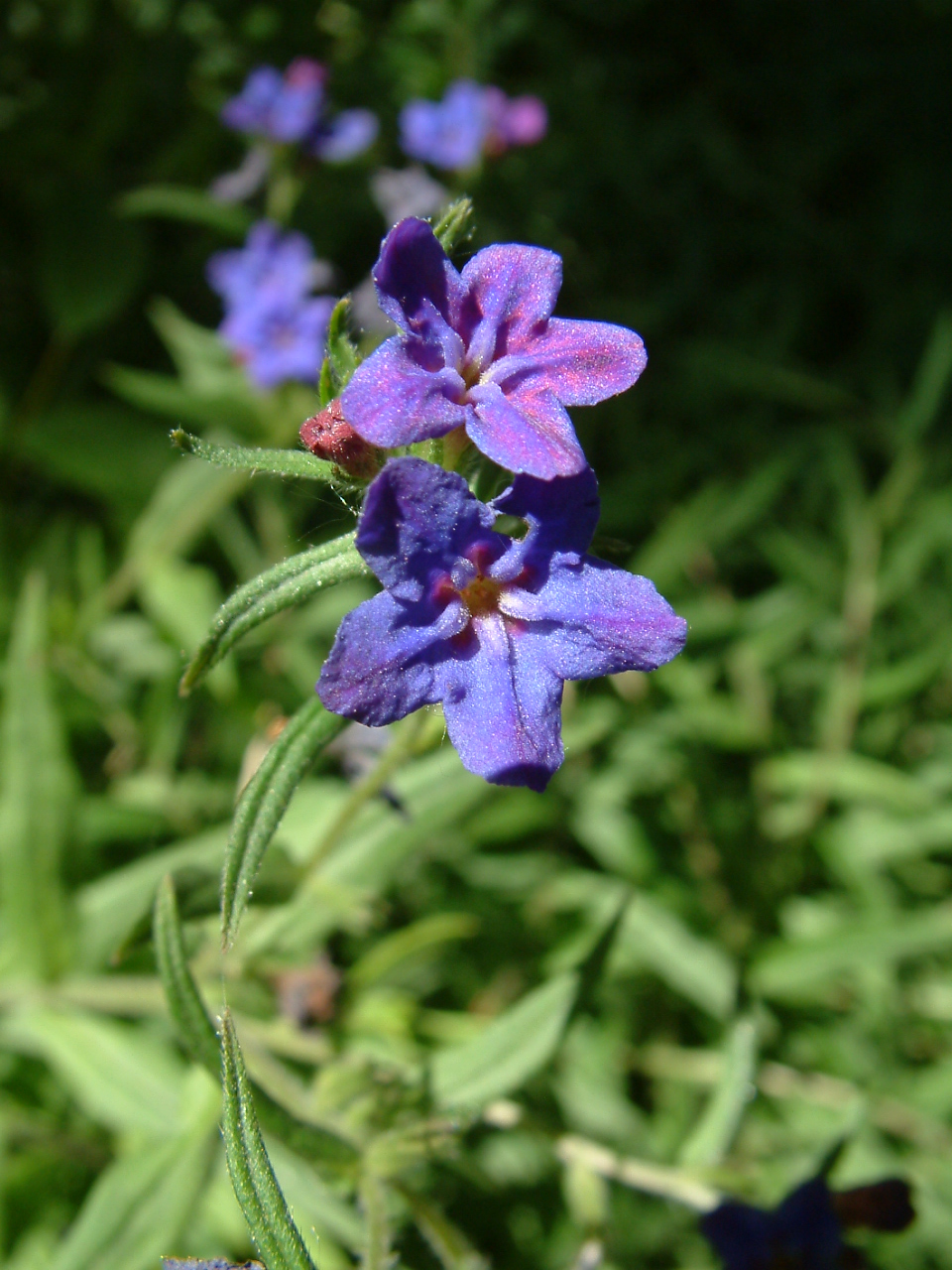
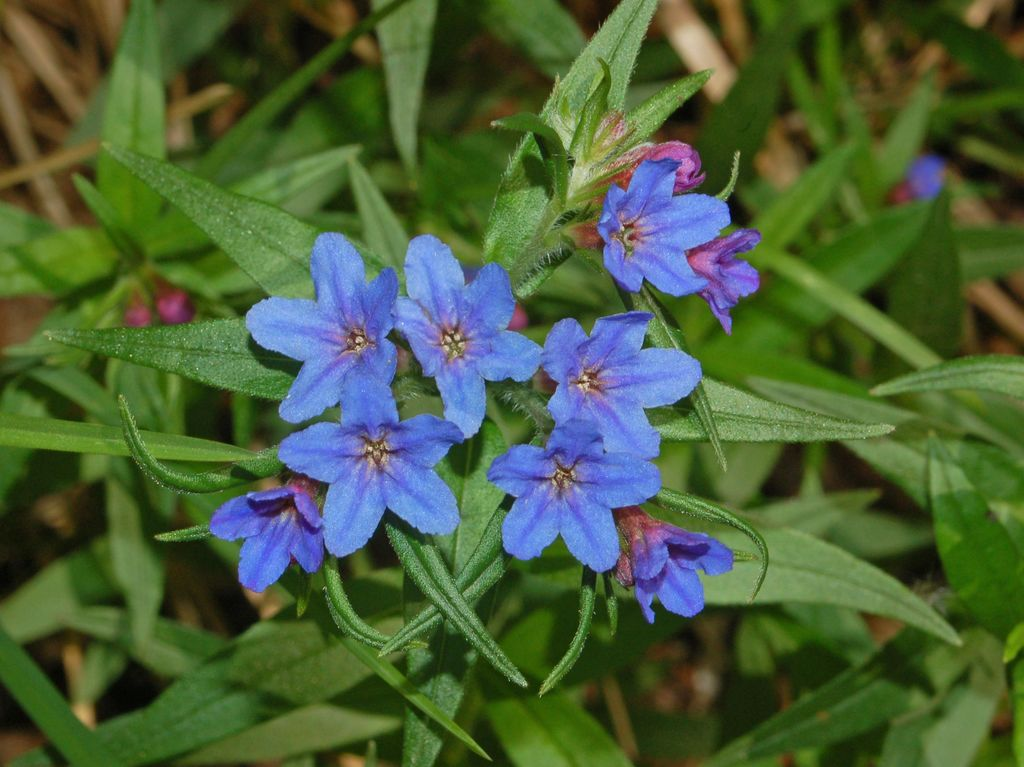
Virágai
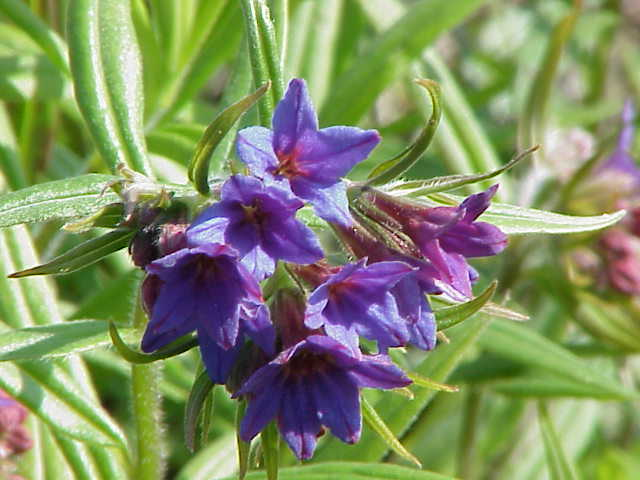
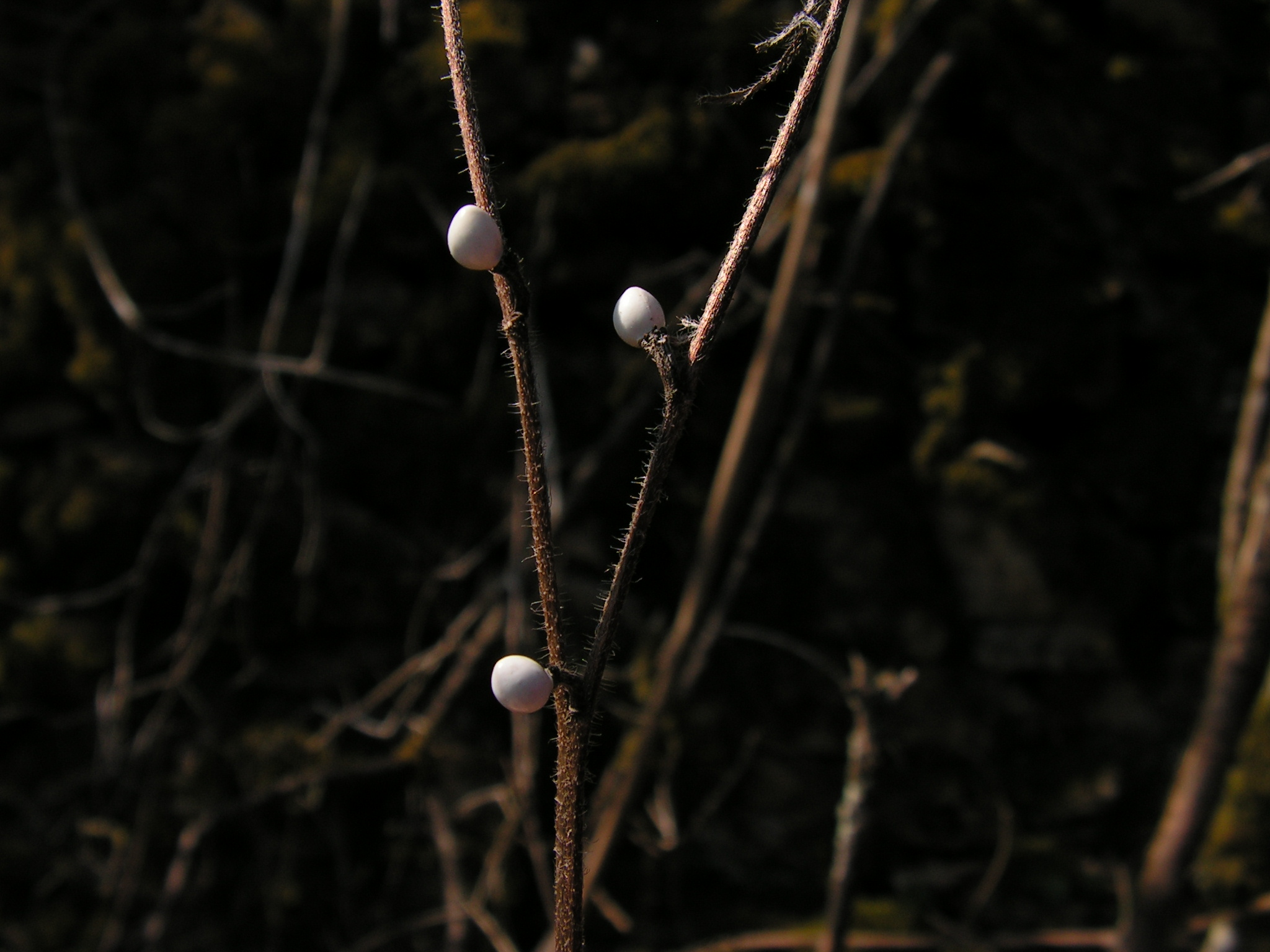
Termései
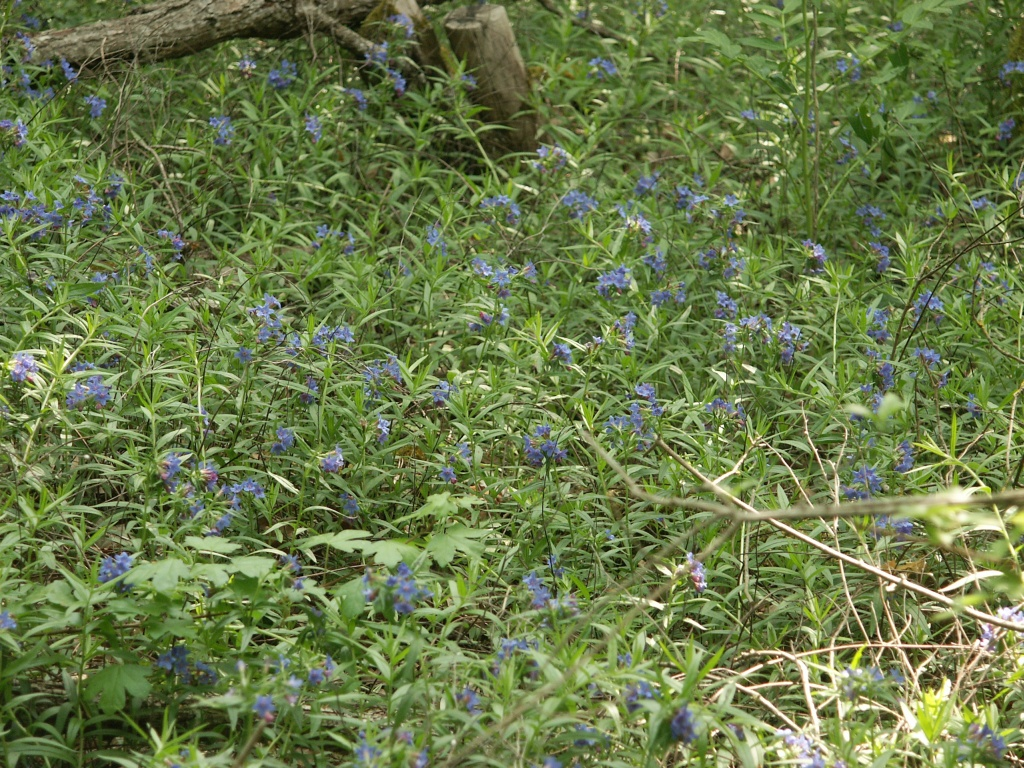
Telepei
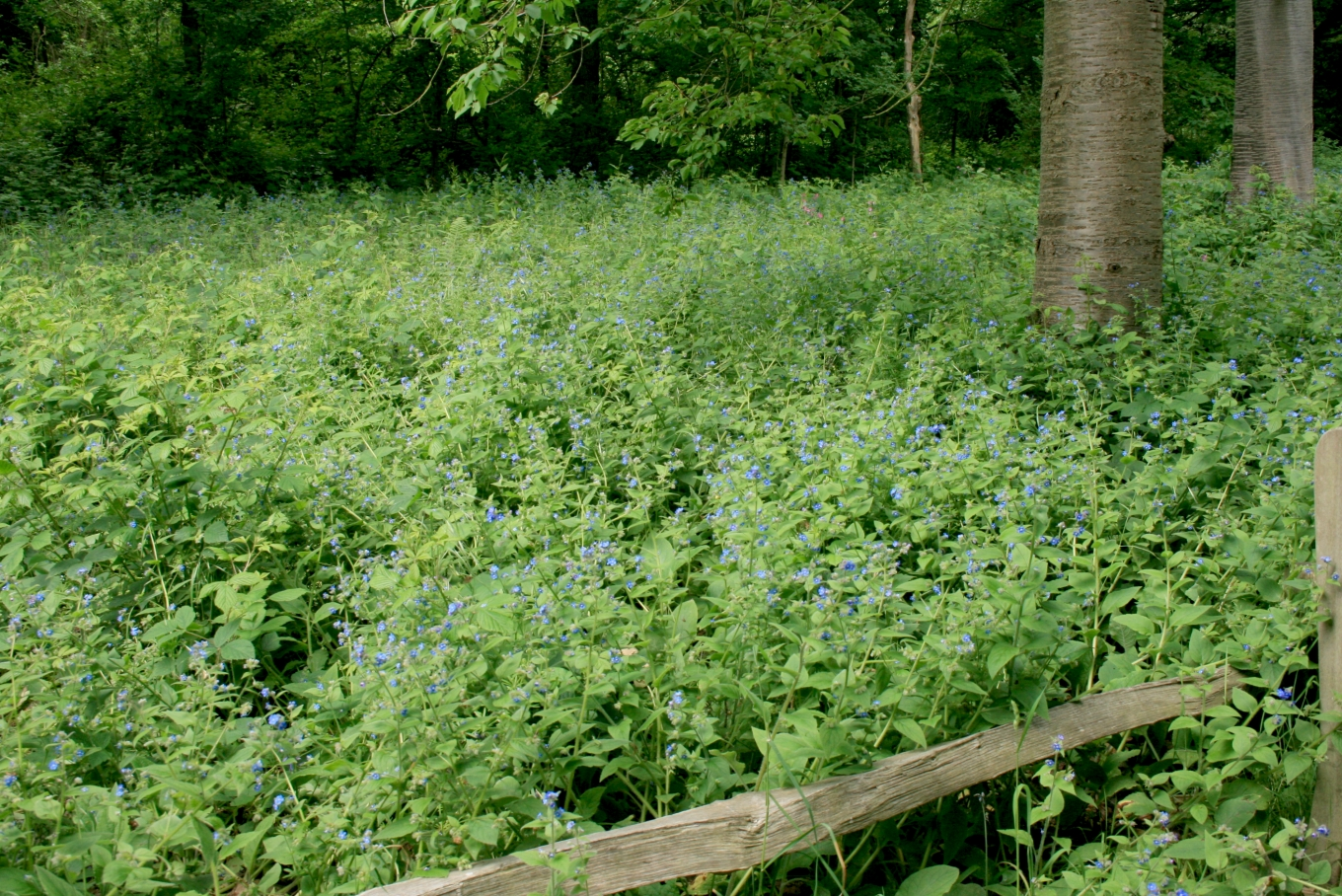